# 梁武東
梁武東（中国語：梁武东、英語：Liang Wudong、1959年3月14日 - 2020年1月25日）は、中国の湖北省新華病院の耳鼻咽喉科の医師。新型コロナウイルスの院内感染によって最初に死亡した人物である。

## 死亡
梁武東は、湖北省中西医結合医院（新華病院）耳鼻咽喉科の主任医師を務めた人物である。不整脈と持続性心房細動を病歴に持つ。2020年1月16日、梁は気分が悪くなり高熱と悪寒があった。新華病院を受診しCTスキャンを行った結果、肺が白く写り肺感染症の明らかな症状があることを確認した。新型コロナウイルス感染症と診断された後、治療のため隔離病棟に入院し1月18日には武漢金銀潭病院に移り治療を継続。しかし、1月25日の午前7時に死亡した。享年62歳。遺族には仁愛天使基金から10万元の弔慰金と、収入の少ない遺族の生活費のために毎月2000元が寄付されることになった。